# Piper hooglandii
Piper hooglandii là một loài thực vật có hoa trong họ Hồ tiêu. Loài này được (I. Hutton & P.S. Green) M.A. Jaram. mô tả khoa học đầu tiên năm 2008.